# Open di Francia 1997
L'Open di Francia 1997, la 96ª edizione degli Open di Francia di tennis, si è svolto sui campi in terra rossa dello Stade Roland Garros di Parigi, Francia, 
dal 26 maggio all'8 giugno 1997.
Il singolare maschile è stato vinto dal brasiliano Gustavo Kuerten, che si è imposto sullo spagnolo Sergi Bruguera in tre set col punteggio di 6–3, 6–4, 6–2.
Il singolare femminile è stato vinto dalla croata Iva Majoli, che ha battuto in finale la svizzera Martina Hingis.
Nel doppio maschile si sono imposti Evgenij Kafel'nikov e Daniel Vacek.
Nel doppio femminile hanno trionfato Gigi Fernández e Nataša Zvereva. 
Nel doppio misto la vittoria è andata alla coppia formata da Rika Hiraki e Mahesh Bhupathi.

## Seniors

### Singolare maschile
Gustavo Kuerten ha battuto in finale  Sergi Bruguera con il punteggio di 6–3, 6–4, 6–2.

### Singolare femminile
Iva Majoli ha battuto in finale  Martina Hingis con il punteggio di 6–4, 6–2.

### Doppio maschile
Evgenij Kafel'nikov /  Daniel Vacek hanno battuto in finale  Todd Woodbridge /  Mark Woodforde con il punteggio di 7–6(12), 4–6, 6–3.

### Doppio Femminile
Gigi Fernández /  Nataša Zvereva hanno battuto in finale  Mary Joe Fernández /  Lisa Raymond con il punteggio di 6–2, 6–3.

### Doppio Misto
Rika Hiraki /  Mahesh Bhupathi hanno battuto in finale  Lisa Raymond /  Patrick Galbraith con il punteggio di 6–4, 6–1.

## Junior

### Singolare ragazzi
Daniel Elsner ha battuto in finale  Luis Horna con il punteggio di 6–4, 6–4.

### Singolare ragazze
Justine Henin ha battuto in finale  Cara Black con il punteggio di 4–6, 6–4, 6–4.

### Doppio ragazzi
José de Armas /  Luis Horna hanno battuto in finale  Arnaud Di Pasquale /  Julien Jeanpierre con il punteggio di 6–4, 2–6, 7–5.

### Doppio ragazze
Cara Black /  Irina Seljutina hanno battuto in finale  Maja Matevžič /  Katarina Srebotnik con il punteggio di 6–0, 5–7, 7–5.